# Vizir dans l'Égypte antique
Pour les articles homonymes, voir Vizir.
Le vizir, tjaty en égyptien, désigne, par analogie anachronique avec le vizir conseiller ou ministre auprès des dirigeants musulmans, le premier magistrat après le pharaon, dans l'Égypte antique. Ce poste, dont l'appellation a probablement été créée à l'époque du pharaon Snéfrou pour son fils Néfermaât, se définissait comme celui qui est la volonté du maître, les oreilles et les yeux du roi.
À l'Ancien Empire, à la VIe dynastie, le titre du vizir était tayty-sab-tjaty.

## Fonctions

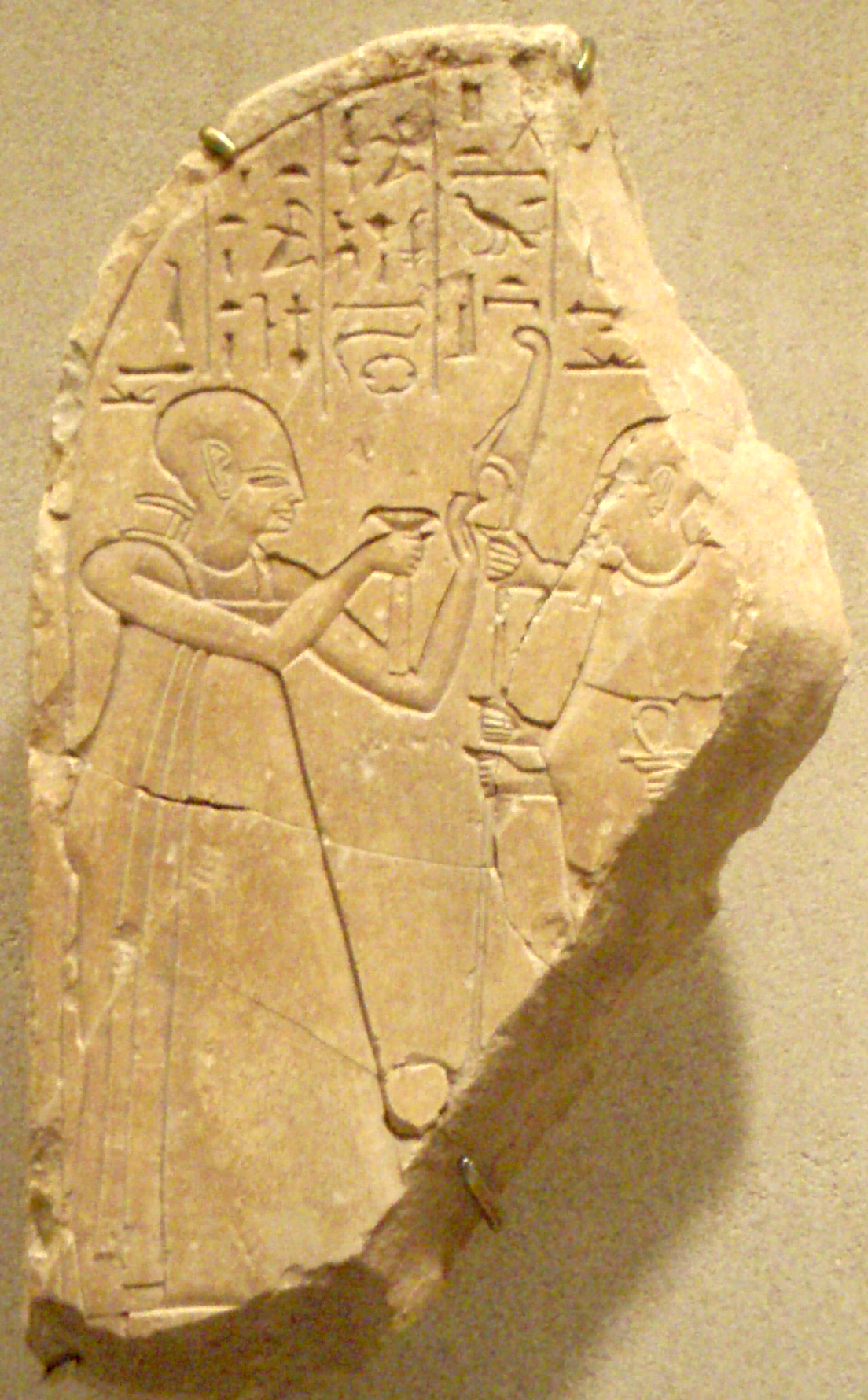
Le vizir Néferrenpet portant la tenue shenep, caractéristique de sa fonction ministérielle
- Metropolitan Museum of Art

À la tête de son administration, nous connaissons les charges du vizir grâce aux textes autobiographiques que certains personnages de la XVIIIe dynastie laissèrent dans leurs tombeaux, tels Rekhmirê, qui exerça cette fonction sous les règnes de Thoutmôsis III et de son successeur Amenhotep II.
Ses fonctions étaient :
- Responsable de l'exécutif ;
- Contrôle de l'administration ;
- Responsable de la comptabilité ;
- Responsable de l'archivage ;
- Contrôle de la police et des transports ;
- Garant de Maât (déesse de l'ordre) et responsable de la justice.

Chaque jour il remettait au roi un rapport sur l'État des Deux Terres en présence du trésorier, autre magistrat dont le rang dans l'administration du pays était équivalent.
Il était assisté de deux adjoints directs ainsi que de scribes personnels et dirigeait un bureau composé d'une double équipe de fonctionnaires nommés les Grand des dix de Haute-Égypte.
À l'Ancien et au Moyen Empire, cette charge incombait à une seule personne qualifiée d'ami unique du roi et qui contrôlait la Double Maison, administration qui regroupait le gouvernorat des Deux Terres d'Égypte.
Au Moyen Empire, il y avait deux catégories de vizir : ceux qui étaient en fonction et ceux qui portaient ce simple titre honorifique.
À dater du Nouvel Empire la charge est dédoublée et le pays comptait désormais deux vizirs : un pour le nord (Basse-Égypte) et un pour le sud (Haute-Égypte).
Les insignes du vizir étaient :
- La tenue shenep ;
- Le bâton aba ;
- Les quarante rouleaux des lois.

## Principaux vizirs de l'Égypte antique

### IIedynastie
| Vizir   | Souverain régnant | Tombe   | Tombe       |
| Vizir   | Souverain régnant | type    | emplacement |
| ------- | ----------------- | ------- | ----------- |
| Menka,. | Ninetjer          | mastaba | Saqqarah ?  |

### IIIedynastie
| Vizir   | Souverain régnant  | Tombe | Tombe       |
| Vizir   | Souverain régnant  | type  | emplacement |
| ------- | ------------------ | ----- | ----------- |
| Imhotep | Djéser             |       | Saqqarah ?  |
| Kagemni | Houni puis Snéfrou |       | ?           |

### IVedynastie
| Vizir       | Souverain régnant           | Tombe                | Tombe                            |
| Vizir       | Souverain régnant           | type                 | emplacement                      |
| ----------- | --------------------------- | -------------------- | -------------------------------- |
| Néfermaât   | Snéfrou                     | mastaba              | près de la pyramide de Meïdoum   |
| Kanefer     | Snéfrou                     |                      | Gizeh                            |
| Néfermaât   | Khéops                      |                      | Gizeh                            |
| Khoufoukhaf | Khéops                      | mastaba              | à l'est de la pyramide de Khéops |
| Hémiounou   | Khéops                      | mastaba (G 4000)     | Gizeh                            |
| Kaouab      | Khéops                      | mastaba (G7110-7120) | Gizeh                            |
| Kanefer     | Khéops                      | mastaba              | Dahchour                         |
| Ânkhkhâf    | Khéphren                    | mastaba (G7510)      | Gizeh                            |
| Minkhâf     | Khéphren                    |                      | Gizeh                            |
| Sekhemkarê  | Khéphren                    |                      |                                  |
| Ânkhmarê    | Mykérinos                   |                      | Gizeh                            |
| Douaenrê    | Mykérinos                   |                      | Gizeh                            |
| Iounmin     | Mykérinos puis Chepseskaf ? |                      | Gizeh                            |
| Babaef      | Chepseskaf                  |                      | Gizeh                            |

### Vedynastie
| Vizir              | Souverain régnant              | Tombe                                 | Tombe                                  |
| Vizir              | Souverain régnant              | type                                  | emplacement                            |
| ------------------ | ------------------------------ | ------------------------------------- | -------------------------------------- |
| Sekhemkarê         | Ouserkaf puis Sahourê          | tombe (G 8154)                        | Nécropole de Gizeh (Cimetière central) |
| Ouash-Ptah dit Izi | Néferirkarê Kakaï              | mastaba                               | Abousir                                |
| Pehenoukaï         | Néferirkarê Kakaï              | mastaba (Lepsius S15 et Mariette D70) | Saqqarah                               |
| Ptahchepsès        | Niouserrê                      | mastaba                               | Abousir                                |
| Seshemnefer        | Menkaouhor puis Djedkarê Isési | mastaba (G 5170)                      | Nécropole de Gizeh                     |
| Rachepsès          | Djedkarê Isési                 | mastaba                               | Saqqarah                               |
| Akhethotep         | Djedkarê Isési                 |                                       | Saqqarah                               |
| Ptahhotep          | Djedkarê Isési                 |                                       | Saqqarah                               |
| Senedjemib Inti    | Djedkarê Isési                 | mastaba                               | Nécropole de Gizeh                     |
| Senedjemib Mehi    | Ounas                          | mastaba (G 2378)                      | Nécropole de Gizeh                     |
| Iynefert Shanef    | Ounas                          |                                       | Saqqarah                               |
| Akhethétep Hemi    | Ounas                          |                                       | Saqqarah                               |
| Ihi                | Ounas                          |                                       | Saqqarah                               |
| Hesi               | Ounas puis Téti                |                                       | Saqqarah                               |

### VIedynastie
| Vizir                | Souverain régnant         | Tombe                     | Tombe         |
| Vizir                | Souverain régnant         | type                      | emplacement   |
| -------------------- | ------------------------- | ------------------------- | ------------- |
| Khnoumenti           | Téti                      |                           | Saqqarah      |
| Neferseshemrê Sheshi | Téti                      |                           | Saqqarah      |
| Kagemni              | Téti                      | mastaba                   | Saqqarah      |
| Mérérouka            | Téti                      | mastaba LS10              | Saqqarah      |
| Khentika             | Téti puis Ouserkarê ?     |                           | Saqqarah      |
| Idou dit Nefer       | Ouserkarê ?               |                           | Saqqarah      |
| Merefnebef           | Ouserkarê et Pépi Ier     |                           | Saqqarah Nord |
| Inoumin              | Ouserkarê ? et Pépi Ier   |                           | Saqqarah      |
| Mérytéti             | Pépi Ier                  | mastaba LS10 de Mérérouka | Saqqarah      |
| Ânkhmahor dit Sési   | Pépi Ier                  |                           | Saqqarah      |
| Mehou                | Pépi Ier                  | mastaba                   | Saqqarah      |
| Ouni dit "l'Ancien"  | Pépi Ier                  | mastaba                   | Abydos        |
| Iouou                | Pépi Ier puis Mérenrê Ier |                           | Saqqarah      |
| Djaou                | Mérenrê Ier puis Pépi II  |                           | Saqqarah      |
| Idi                  | Pépi II                   |                           | Saqqarah      |
| Ima-Mérirê           | Pépi II                   |                           | Saqqarah      |
| Néferkarê-Heb-sed    | Pépi II                   |                           | Saqqarah      |
| Khâbaou-Khnoum       | Pépi II                   |                           | Saqqarah      |
| Téti                 | Pépi II                   |                           | Saqqarah      |

### XIedynastie
| Vizir                         | Souverain régnant                 | Tombe                   | Tombe                              |
| Vizir                         | Souverain régnant                 | type                    | emplacement                        |
| ----------------------------- | --------------------------------- | ----------------------- | ---------------------------------- |
| Khéty                         | Montouhotep II                    | tombe TT311             | Deir el-Bahari (Vallée des Nobles) |
| Bebi                          | Montouhotep II                    |                         |                                    |
| Dagi                          | Montouhotep II                    |                         | Thèbes                             |
| Ipi                           | Montouhotep II ou Montouhotep III |                         | Thèbes                             |
| Amenemhat futur Amenemhat Ier | Montouhotep IV                    | pyramide à faces lisses | Licht                              |

### XIIedynastie
| Vizir           | Souverain régnant                | Tombe      | Tombe                                      |
| Vizir           | Souverain régnant                | type       | emplacement                                |
| --------------- | -------------------------------- | ---------- | ------------------------------------------ |
| Netjerrouihetep | Amenemhat Ier                    |            | ?                                          |
| Antefoqer       | Amenemhat Ier puis Sésostris Ier | tombe TT60 | nécropole thébaine à Cheikh Abd el-Gournah |
| Ahanakht        | Sésostris Ier                    |            | ?                                          |
| Montouhotep     | Sésostris Ier                    | mastaba    | Licht                                      |
| Amény           | Amenemhat II                     |            | Thèbes                                     |
| Siese           | Amenemhat II                     | mastaba    | Dahchour                                   |
| Amenemhat-Ânkh. | ?                                |            | Dahchour ?                                 |
| Sobekemhat      | Sésostris III                    | mastaba    | Dahchour                                   |
| Khnoumhotep     | Sésostris III                    | mastaba    | Dahchour                                   |
| Nebit           | Sésostris III                    | mastaba    | Dahchour                                   |
| Amény           | Amenemhat III                    |            | ?                                          |
| Khéty           | Amenemhat III                    |            | ?                                          |
| Sa-Montou       | Amenemhat III                    |            | ?                                          |
| Senousertânkh   | ?                                |            | ?                                          |

### XIIIedynastie
| Vizir             | Souverain régnant                                          | Tombe | Tombe       |
| Vizir             | Souverain régnant                                          | type  | emplacement |
| ----------------- | ---------------------------------------------------------- | ----- | ----------- |
| Khenmes           | Sekhemkarê Amenemhat-Senbef                                |       | ?           |
| Ânkhou            | Sekhemrê-Souadjtaouy Sobekhotep puis Khâneferrê Sobekhotep |       | ?           |
| Resseneb          | Khâneferrê Sobekhotep                                      |       | ?           |
| Iymerou           | Khâneferrê Sobekhotep                                      |       | ?           |
| Néferkarê Iymérou | Khâneferrê Sobekhotep                                      |       | ?           |

### XVIIIedynastie
À dater de la XVIIIe dynastie, la charge est dédoublée et le pays compte désormais deux vizirs : un pour le nord (Basse-Égypte) et un pour le sud (Haute-Égypte).
| Vizir                       | Souverain régnant                         | Tombe                    | Tombe                                                           |
| Vizir                       | Souverain régnant                         | type                     | emplacement                                                     |
| --------------------------- | ----------------------------------------- | ------------------------ | --------------------------------------------------------------- |
| Youy                        | Ahmôsis? puis Thoutmôsis Ier ?            |                          | ?                                                               |
| Imhotep                     | Thoutmôsis Ier                            |                          | Thèbes                                                          |
| Hapouseneb                  | Hatchepsout                               | tombe TT67               | nécropole thébaine à Cheikh Abd el-Gournah                      |
| Ahmose dit Âmtou            | Hatchepsout et Thoutmôsis III             | tombe TT83               | nécropole thébaine à Cheikh Abd el-Gournah                      |
| Neferouben(vizir du Nord)   | Thoutmôsis III                            |                          | Thèbes                                                          |
| Ouseramon dit Ouser         | Thoutmôsis III                            | tombes TT61 et TT131     | nécropole thébaine à Cheikh Abd el-Gournah                      |
| Rekhmirê                    | Thoutmôsis III puis Amenhotep II          | tombe TT100              | nécropole thébaine à Cheikh Abd el-Gournah                      |
| Amenemopet dit Pairy        | Amenhotep II puis Thoutmôsis IV           | tombe TT29 puis KV48     | nécropole thébaine à Cheikh Abd el-Gournah puis Vallée des Rois |
| Hépou                       | Thoutmôsis IV                             | tombe TT66               | nécropole thébaine à Cheikh Abd el-Gournah                      |
| Thoutmôsis                  | Thoutmôsis IV puis Amenhotep III          |                          | Saqqarah ?                                                      |
| Amenhotep dit Houy          | Amenhotep III                             |                          | Thèbes                                                          |
| Ptahmosé(vizir du Sud)      | Amenhotep III                             |                          | Thèbes                                                          |
| Ramosé(vizir du Sud)        | Amenhotep III puis Amenhotep IV/Akhenaton | tombe TT55               | nécropole thébaine à Cheikh Abd el-Gournah                      |
| Aper-el(vizir du Nord)      | Amenhotep III puis Amenhotep IV/Akhenaton | Hypogée (Bubastéïon I.1) | Saqqarah                                                        |
| Nakhtpaaton(vizir du Sud)   | Akhenaton                                 | tombe n° 12              | tombes rupestres d'Akhetaton                                    |
| Pentou                      | Toutânkhamon                              |                          | Thèbes                                                          |
| Ousermontou                 | Toutânkhamon puis Aÿ puis Horemheb        |                          | Saqqarah ?                                                      |
| Paramessou futur Ramsès Ier | Horemheb                                  | tombe KV16               | Vallée des Rois                                                 |

### XIXedynastie
| Vizir                                    | Souverain régnant                                                | Tombe            | Tombe                                      |
| Vizir                                    | Souverain régnant                                                | type             | emplacement                                |
| ---------------------------------------- | ---------------------------------------------------------------- | ---------------- | ------------------------------------------ |
| Nebamon                                  | Horemheb à Ramsès II                                             | ?                | Saqqarah ?                                 |
| Paser(vizir du Sud)                      | Ramsès Ier, Séthi Ier puis Ramsès II                             | tombe TT106      | nécropole thébaine à Cheikh Abd el-Gournah |
| Khay(vizir du Sud)                       | Ramsès II                                                        | Pyramide         | nécropole thébaine à Cheikh Abd el-Gournah |
| Rahotep                                  | Ramsès II                                                        |                  | Sedment                                    |
| Néferrenpet(vizir du Sud)                | Ramsès II                                                        | Tombe à chapelle | Saqqarah                                   |
| Panehésy(vizir de Haute et Basse-Égypte) | Mérenptah                                                        | Tombe à chapelle | Saqqarah                                   |
| Pensekhmet                               | Mérenptah                                                        |                  | ?                                          |
| Merysekhmet                              | Mérenptah                                                        |                  | ?                                          |
| Parêemheb                                | Séthi II puis Amenmes                                            |                  | ?                                          |
| Hori Ier                                 | Séthi II puis Amenmes, Siptah, Taousert, Sethnakht et Ramsès III |                  | Tell Basta                                 |
| Amenmes                                  | Séthi II                                                         | tombe KV10       | Vallée des Rois                            |
| Khâemtitri                               | Amenmes                                                          |                  | ?                                          |

### XXedynastie
| Vizir        | Souverain régnant                    | Tombe | Tombe       |
| Vizir        | Souverain régnant                    | type  | emplacement |
| ------------ | ------------------------------------ | ----- | ----------- |
| Hori II      | Ramsès III                           |       | ?           |
| Heouernef    | Ramsès III                           |       | ?           |
| Tô           | Ramsès III                           |       | ?           |
| Khâemouaset  | Ramsès IX                            |       | ?           |
| Djehoutymes  | Ramsès IX                            |       | ?           |
| Nebmarenakht | Ramsès IX puis Ramsès X et Ramsès XI |       | ?           |
| Hérihor      | Ramsès XI                            |       | Thèbes      |

### XXVIedynastie
| Vizir               | Souverain régnant | Tombe | Tombe       |
| Vizir               | Souverain régnant | type  | emplacement |
| ------------------- | ----------------- | ----- | ----------- |
| Ânkhouennéfer       | Psammétique Ier   |       | ?           |
| Bakenranef          | Psammétique Ier   |       | ?           |
| Ioufaâ              | Psammétique Ier   |       | ?           |
| Gemenefhorbak       | Psammétique Ier   |       | ?           |
| Nasekheperensekhmet | Psammétique Ier   |       | ?           |